# Paris–Roubaix 1920

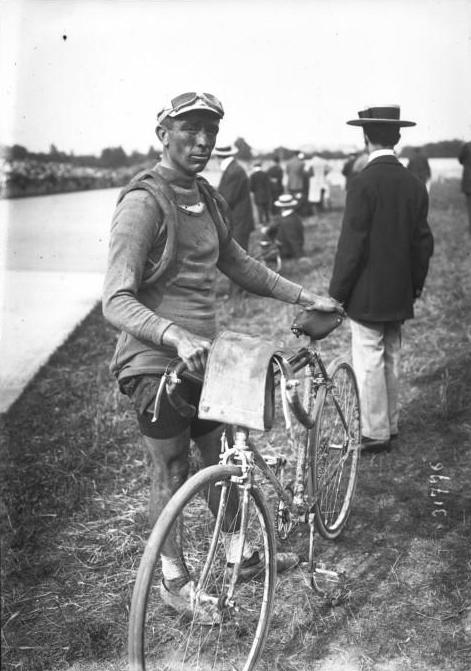
Paul Deman

Das Eintagesrennen Paris–Roubaix 1920 war die 21. Austragung des Radsportklassikers und fand am Sonntag, den 4. April 1920, statt.
Das Rennen ging bei Eisregen von Suresnes aus über 280 Kilometer. 93 Rennfahrer starteten, von denen sich 22 platzieren konnten. Der Sieger Paul Deman absolvierte das Rennen mit einer Durchschnittsgeschwindigkeit von 25,95 km/h.
Zahlreiche Rennfahrer schieden im Laufe des Rennens aus. Gegen Ende führten vier Fahrer: Lucien Buysse, Paul Deman, Honoré Barthélémy und Henri Pélissier, zwei Belgier und zwei Franzosen. Zwei Kilometer vor Roubaix war Deman jedoch an der Spitze nur noch alleine unterwegs und gewann schließlich im Stadium Jean-Dubrulle, da Pélissier einen Platten hatte und Buysse sowie Barthélémy von anderen Defekten an ihren Rädern zurückgehalten wurden.